# Judo tại Đại hội Thể thao Đông Nam Á 2021
Judo là một trong những môn thể thao được tranh tài tại Đại hội Thể thao Đông Nam Á 2021 ở Việt Nam, dự kiến sẽ được tổ chức từ ngày 18 đến 22 tháng 05 năm 2022 tại Nhà thi đấu huyện Hoài Đức, Hà Nội.

## Nội dung thi đấu
Cuộc thi Judo sẽ bao gồm mười ba (13) nội dung bao gồm: 10 nội dung cá nhân, 01 nội dung đồng đội và 02 nội dung Kata, cụ thể:
- Nam: -55kg, -60kg, -66kg, -73kg, -90kg và Kodokan Goshin Jutsu.

- Nữ: -45kg, -48kg, -52kg, -57kg, -63kg, Katame No Kata

- Đồng đội: Hỗn hợp nam nữ

## Chương trình thi đấu
| Ngày  | Giờ   | Nội dung                  |
| ----- | ----- | ------------------------- |
| 18/05 | 10:00 | Thi đấu các nội dung Kata |
| 19/05 | 10:00 | Thi đấu đối kháng         |
| 20/05 | 10:00 | Thi đấu đối kháng         |
| 21/05 | 10:00 | Thi đấu đối kháng         |
| 22/05 | 10:00 | Thi đấu đồng đội          |

## Thể thức thi đấu
Thi đấu theo thể thức loại trực tiếp repechage tứ kết. Trường hợp có 5 vận động viên sẽ chia 2 bảng. Trường hợp có 3 - 4 vận động viên sẽ thi đấu vòng tròn. Trường hợp có 2 vận động viên sẽ thi đấu 3 trận thắng 2.

## Bảng huy chương
| Hạng               | Đoàn               | Vàng | Bạc | Đồng | Tổng số |
| ------------------ | ------------------ | ---- | --- | ---- | ------- |
| 1                  | Việt Nam           | 9    | 2   | 4    | 15      |
| 2                  | Philippines        | 2    | 4   | 4    | 10      |
| 3                  | Thái Lan           | 1    | 2   | 6    | 9       |
| 4                  | Indonesia          | 1    | 1   | 4    | 6       |
| 5                  | Myanmar            | 0    | 2   | 2    | 4       |
| 5                  | Lào                | 0    | 2   | 2    | 4       |
| 7                  | Malaysia           | 0    | 0   | 2    | 2       |
| 8                  | Singapore          | 0    | 0   | 1    | 1       |
| 8                  | Campuchia          | 0    | 0   | 1    | 1       |
| Tổng số (9 đơn vị) | Tổng số (9 đơn vị) | 13   | 13  | 26   | 52      |

## Danh sách huy chương

### Kata
| Nội dung                 | Vàng                                           | Bạc                                              | Đồng                                                       |
| ------------------------ | ---------------------------------------------- | ------------------------------------------------ | ---------------------------------------------------------- |
| Kodokan goshin jutsu nam | Việt Nam · Phan Minh Hạnh · Trần Quốc Cường    | Việt Nam · Hà Minh Minh Đức · Nguyễn Cường Thịnh | Singapore · Lee Song Lim · Vincent Tang                    |
| Kodokan goshin jutsu nam | Việt Nam · Phan Minh Hạnh · Trần Quốc Cường    | Việt Nam · Hà Minh Minh Đức · Nguyễn Cường Thịnh | Lào · Chindavon Syvanevilay · Phisath Sisaketh             |
| Katame no kata nữ        | Việt Nam · Nguyễn Tường Vy · Mai Thị Bích Trâm | Lào · Phonevan Syamphone · Viengxay Vilayphone   | Việt Nam · Trần Lê Phương Nga · Nguyễn Thùy Hải Châu       |
| Katame no kata nữ        | Việt Nam · Nguyễn Tường Vy · Mai Thị Bích Trâm | Lào · Phonevan Syamphone · Viengxay Vilayphone   | Thái Lan · Pitima Thaweerattanasinp · Suphattra Jaikhumkao |

### Đối kháng nam
| Hạng cân | Vàng                              | Bạc                                      | Đồng                                    |
| -------- | --------------------------------- | ---------------------------------------- | --------------------------------------- |
| 55 kg    | Nguyễn Hoàng Thành · Việt Nam     | Daryl John Mercado Honrada · Philippines | Chanthaphone Khamphounavong · Lào       |
| 55 kg    | Nguyễn Hoàng Thành · Việt Nam     | Daryl John Mercado Honrada · Philippines | Jetsadakorn Suksai · Thái Lan           |
| 60 kg    | Chu Đức Đạt · Việt Nam            | Soukphaxay Sithisane · Lào               | Muhammad Alfiansyah · Indonesia         |
| 60 kg    | Chu Đức Đạt · Việt Nam            | Soukphaxay Sithisane · Lào               | Akari Warasiha · Thái Lan               |
| 66 kg    | Shugen Nakano Pablo · Philippines | Trương Hoàng Phúc · Việt Nam             | Dewa Kadek Rama Warma Putra · Indonesia |
| 66 kg    | Shugen Nakano Pablo · Philippines | Trương Hoàng Phúc · Việt Nam             | Surasak Puntanam · Thái Lan             |
| 73 kg    | Iksan Apriyadi · Indonesia        | Keisei Nakano · Philippines              | Nguyễn Hải Bá · Việt Nam                |
| 73 kg    | Iksan Apriyadi · Indonesia        | Keisei Nakano · Philippines              | Amir Daniel Bin Abdul Majeed · Malaysia |
| 90 kg    | Lê Anh Tài · Việt Nam             | John Viron Ferrer · Philippines          | Gede Ganding Kalbu Soethama · Indonesia |
| 90 kg    | Lê Anh Tài · Việt Nam             | John Viron Ferrer · Philippines          | Wei Puyang · Thái Lan                   |

### Đối khang nữ
| Hạng cân | Vàng                             | Bạc                                     | Đồng                                          |
| -------- | -------------------------------- | --------------------------------------- | --------------------------------------------- |
| 45 kg    | Đỗ Thu Hà · Việt Nam             | Pimngam Ngamluan · Thái Lan             | Sel Wee · Myanmar                             |
| 45 kg    | Đỗ Thu Hà · Việt Nam             | Pimngam Ngamluan · Thái Lan             | Maria Jeanalane Lopez Rodriguez · Philippines |
| 48 kg    | Hoàng Thị Tình · Việt Nam        | Wanwisa Muenjit · Thái Lan              | Meli Rosita Marta · Indonesia                 |
| 48 kg    | Hoàng Thị Tình · Việt Nam        | Wanwisa Muenjit · Thái Lan              | Leah Jhane Lopez Rodriguez · Philippines      |
| 52 kg    | Nguyễn Thị Thanh Thủy · Việt Nam | Khrizzie Pabulayan Mamero · Philippines | Aye Mar Lar · Myanmar                         |
| 52 kg    | Nguyễn Thị Thanh Thủy · Việt Nam | Khrizzie Pabulayan Mamero · Philippines | Akari Warasiha · Thái Lan                     |
| 57 kg    | Rena Furukawa · Philippines      | Chu Myat Noe Wai · Myanmar              | Kamini Sri Segaran · Malaysia                 |
| 57 kg    | Rena Furukawa · Philippines      | Chu Myat Noe Wai · Myanmar              | Nguyễn Thị Bích Ngọc · Việt Nam               |
| 62 kg    | Nguyễn Thị Hường · Việt Nam      | Nwe Ni Pwint Hlaing · Myanmar           | Eng Noun · Campuchia                          |
| 62 kg    | Nguyễn Thị Hường · Việt Nam      | Nwe Ni Pwint Hlaing · Myanmar           | Megumi Kurayoshi · Philippines                |

### Đồng đội hỗn hợp nam nữ
| Nội dung | Vàng | Bạc | Đồng |
| -------- | --- | --- | --- |
| Hỗn hợp  | Thái Lan · Prasit Poolklang · Wei Puyang · Masayuki Terada · Orapin Senatham · Surattana Thongsri · Ikumi Oeda | Indonesia · Qori Amrullah Al Haq Nugraha · I Gede Agastya Darma Wardana · Ni Kadek Anny Pandini · I Dewa Ayu Mira Widari · Gede Ganding Kalbu Soethama · Syerina | Philippines · Keisei Nakano Pablo · John Viron Ferrer Dalafu · Carl Dave Aseneta Malinao · Rena Furukawa Lanoy · Dylwynn Keith Gimena · Megumi Kurayoshi Delgado |
| Hỗn hợp  | Thái Lan · Prasit Poolklang · Wei Puyang · Masayuki Terada · Orapin Senatham · Surattana Thongsri · Ikumi Oeda | Indonesia · Qori Amrullah Al Haq Nugraha · I Gede Agastya Darma Wardana · Ni Kadek Anny Pandini · I Dewa Ayu Mira Widari · Gede Ganding Kalbu Soethama · Syerina | Việt Nam · Lê Anh Tài · Nguyễn Hải Bá · Nguyễn Châu Hoàng Lân · Nguyễn Thị Hường · Nguyễn Ngọc Diễm Phương · Hà Thị Nga                                          |